# George W. Collins (Politiker)

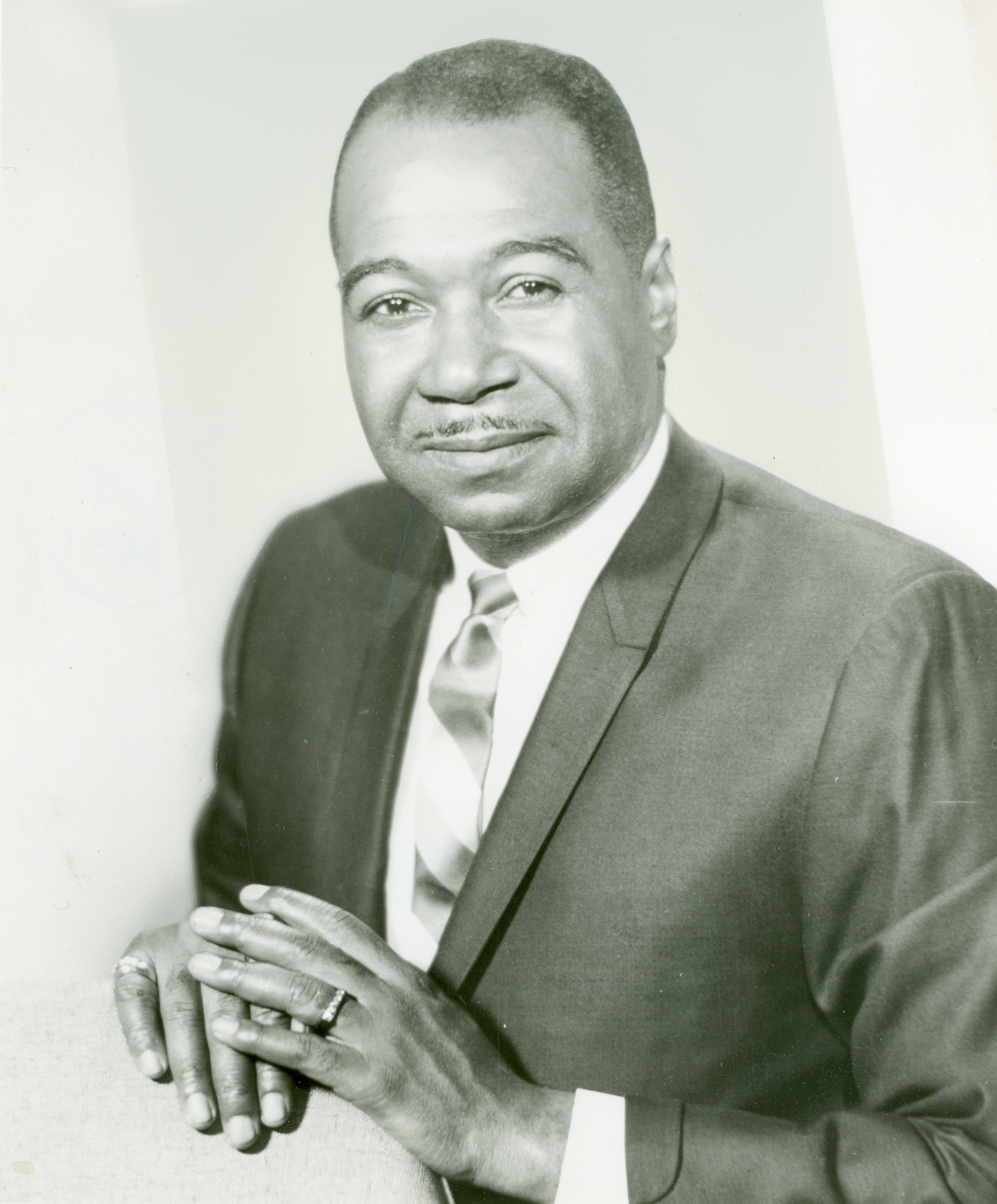
George W. Collins

George Washington Collins (* 5. März 1925 in Chicago, Illinois; † 8. Dezember 1972 ebenda) war ein US-amerikanischer Politiker. Zwischen 1970 und 1972 vertrat er den Bundesstaat Illinois im US-Repräsentantenhaus.

## Leben
George Collins besuchte die Waller High School und studierte danach an der Northwestern University Geschäftsrecht. Während des Zweiten Weltkrieges diente er im pazifischen Raum bei den Pionieren der US Army. Danach bekleidete er in seiner Heimat einige lokale Ämter. Er war unter anderem beim Polizeipräsidium im Cook County und am städtischen Gericht tätig. Außerdem gehörte er dem dortigen Gesundheitsausschuss an. Politisch wurde er Mitglied der Demokratischen Partei. Von 1964 bis 1970 saß er im Stadtrat von Chicago.
Nach dem Tod des Abgeordneten Daniel J. Ronan wurde Collins bei der fälligen Nachwahl für den sechsten Sitz von Illinois als dessen Nachfolger in das US-Repräsentantenhaus in Washington, D.C. gewählt, wo er am 3. November 1970 sein neues Mandat antrat. Collins wurde auch für die zwei folgenden Legislaturperioden in den Kongress gewählt. Damit konnte er dort bis zu seinem Tod am 8. Dezember 1972 verbleiben. An diesem Tag wurde er Opfer eines Flugzeugabsturzes in Chicago. Seine Frau Cardiss Collins (1931–2013) wurde dann an seiner Stelle in den Kongress gewählt. Dabei wurde der Wahlbezirk zum siebten Distrikt umnummeriert.